# Пенсійний фонд Російської Федерації
Пенсійний фонд Російської Федерації (Пенсійний фонд Росії, ПФР, Пенсійний фонд РФ) — існувало до 1 січня 2023 року, найбільша організація Росії з надання соціально значущих державних послуг громадянам. Заснований 22 грудня 1990 постановою РРФСР № 442-I. Підрозділи ПФР (понад 2,5 тис. територіальних органів) діють у кожному регіоні і в кожному районному центрі Росії. Трудовий колектив ПФР — це понад 130 тисяч соціальних працівників.
Як державний позабюджетний фонд Російської Федерації, ПФР створений для державного управління коштами пенсійної системи та забезпечення прав громадян РФ на пенсійне забезпечення. Бюджет ПФР затверджується Державною Думою Федеральних Зборів РФ окремим законом разом з прийняттям Федерального бюджету РФ. Частка бюджету ПФР у ВВП Росії становить близько 6%. ПФР виплачує пенсії понад 38,6 млн пенсіонерів та посібники для 20 млн пільговиків, веде персоніфікованості облік пенсійних прав застрахованих осіб — для понад 128 млн громадян Росії.

## Історія
Протягом 1990-х і початку 2000-х років Пенсійний фонд Росії пережив три основні зміни від радянської системи до сучасної. Першою з них був перехід від пенсійного забезпечення, яке повністю контролювалося радянським бюджетом. Цей початковий перехід призвів до створення Пенсійного фонду, відокремленого від державного бюджету в 1990 році. Хоча російський уряд підтримав фонд як перехід від майже розваленого СРСР, його авторитет був дуже слабким. Протягом 1990-х років фонд звинувачували у зловживанні владою та рекеті, а Державна Дума часто відмовлялася розв'язувати інституційні питання, пов'язані з діяльністю фонду. Основними проблемами вважаються недостатня централізація та відсутність структурованих інструкцій щодо того, як мають виплачуватися пенсії. З початком російської фінансової кризи 1998 року фонд почав відчувати бюджетний дефіцит. Після відставки президента Бориса Єльцина зміни стали розглядатися як необхідні, і нова система була повністю затверджена у 2001 році. Ця система включала фіксовану пенсію для людей похилого віку та інвалідів, фіксований накопичувальний рахунок, що базується на фактично сплачених внесках до системи, та розподільчий фонд. Частково через низький пенсійний вік у Росії, офіційний вік виходу на пенсію становить 55 років для жінок і 60 років для чоловіків, численні організації закликали до чергової реформи пенсійної системи, яка вважається недієздатною. Ці заклики збіглися з російською фінансовою кризою 2008 року, що призвело до чергового раунду реформ у 2010 році. Ці реформи об'єднають встановлену пенсію для людей похилого віку та інвалідів з солідарною системою, спростивши загальний фонд. У міру того, як працездатне населення Росії стабілізувалося після багатьох років скорочення, фонд також міг би почати стабілізуватися. З 2019 року розпочалося поступове підвищення пенсійного віку (новий рівень 60/65 для жінок/чоловіків має бути досягнутий у 2028 році).

## Голови правління Фонду
- Куртін Олександр Володимирович (15 січня 1991 року — 24 вересня 1993)
- Барчук Василь Васильович (24 вересня / 25 жовтня 1993 — 10 квітня 1999 року)
- Зурабов Михайло Юрійович (27 травня 1999 — 9 березня 2004 року)
- Батанов Геннадій Миколайович (25 березня 2004 — 28 грудня 2007 року)
- Дроздов Антон Вікторович (17 липня 2008 року — 22 січня 2020 року)
- Топілін Максим Анатолійович (22 січня 2020 року — 12 лютого 2021 року)
- Кігім Андрій Степанович (12 лютого 2021 року — 31 липня 2022 року)
- Чирков Сергій Олександрович (вріо) (31 липня 2022 року — 14 грудня 2022 року)